# Stauscheibenförderer
Der Stauscheibenförderer wird in der Bergbauindustrie eingesetzt, um Kohle in steilen Rutschen mit einer Neigung über 18° sicher nach unten zu transportieren. Er reduziert die Geschwindigkeit des Materials und minimiert dabei die Entstehung von Feinstaub und Bruchstücken. 

## Funktionsweise
Der Förderer besteht aus einem Endlosketten- oder Seilsystem mit regelmäßig angebrachten Scheiben. Diese bewegen sich langsam durch die Rutsche und bremsen das abgleitende Material ab.

## Einsatzbereich
Hauptsächlich wird der Stauscheibenförderer in Kohlebergwerken verwendet, um Material von Abbaustellen zu Sammelstellen zu transportieren.

## Vorteile
- Kontrollierte Geschwindigkeit des Materials.
- Geringere Staubentwicklung.
- Einfache und robuste Bauweise.[3]

## Nachteile
- Geringere Förderleistung im Vergleich zu anderen Systemen.
- Regelmäßige Wartung erforderlich.[2]

## Alternative Systeme
Ein alternatives System ist der Rohrkettenförderer, der Materialien in einem geschlossenen System transportiert und für kurze Distanzen geeignet ist.